# Norma Helena Gadea
Norma Helena Gadea Avilés (Ocotal, 28 de diciembre de 1955) es una cantante nicaragüense de música de conciencia social y vernácula popular reconocida por su portentosa voz que la distingue en su estilo interpretativo de mucha fuerza vocal.

## Biografía
Nació en Ocotal, en el 28 de diciembre de 1955, pertenece a una familia de músicos, artistas y gente de la radiodifusión nacional de Nicaragua. 
Su madre Carmen Avilés era una destacada cantante de tangos en la década de los años 50s; mientras que, su padre Heriberto Gadea Mantilla es un empresario radial, actor radial y pintor que además ejecuta la guitarra, el instrumento que desde sus inicios ha acompañado la carrera musical de Norma Helena.
Desde muy niña destacó por su voz y cantaba en veladas familiares y escolares de su ciudad natal.

## Carrera musical
Su debut artístico ocurre a mediados de los años 1970 en el programa de radio Silvestre Madero en el rol de la hija del personaje que daba nombre al programa, interpretado por su papá Heriberto. 

### Música de protesta o testimonial
Durante sus estudios universitarios en la ciudad de Managua grabó en la Radio "Corporación" varias canciones del folklore nicaragüense, destacándose temas de los compositores Camilo Zapata, Otto de la Rocha y Carlos Mejía Godoy entre otros.
Su amistad con el cantautor Mejía Godoy es un factor clave en su decisión de lanzarse en su carrera musical como cantante de música folklórica y popular latinoamericana, por ese entonces llamada música de protesta o testimonial.
Se involucra en la lucha de los jóvenes de su generación contra el dictador Anastasio Somoza Debayle, aflorando la herencia de su familia paterna que siempre fue acérrima opositora y crítica de la familia Somoza.

### Evolución y discos
En 1978 lanzó su primer disco titulado "Flor de pino", un homenaje a la lucha del General Augusto C. Sandino y del pueblo nicaragüense ya alzado en armas contra la dinastía somocista.
Al triunfo de Revolución Nicaragüense el 19 de julio de 1979 empieza a viajar llevando con su voz el mensaje de paz de su querida patria al mundo.
En 1985 graba su segundo disco en Montevideo, Uruguay titulado "Cuando venga la paz". Este mismo año obtiene el Primer Premio en el Festival Internacional de la Canción de Dresde (Alemania Oriental).
Participa en conciertos de solidaridad en España, Francia, Alemania, Bélgica, Suiza, los países Nórdicos (Noruega, Suecia, Finlandia), Estados Unidos, Cuba, todos los países de Centroamérica y México, Brasil, Chile, Uruguay y Argentina.
A finales de los años 80s se profesionaliza y consolida su carrera musical. En el año 2000 presenta "Vocación de Vivir", su tercer disco grabado en Costa Rica con el acompañamiento de Adrián Goizueta y su orquesta. Ya como artista de Mántica Waid en 2003 graba su disco antológico "Lo Esencial" con el acompañamiento en la guitarra de Eduardo Araica.
En el 2006, celebrando sus treinta años de carrera artística musical, presentó el combo DVD-CD "Gracias a la Vida" con más de 30 canciones de ritmos latinoamericanos.

## Valoraciones
Salvador Cardenal expresó: 

Para mí, Norma Helena tiene una de las mejores voces femeninas que he oído. Recuerdo que yo estaba en cuarto año en el Colegio Centro América cuando la oí por primera vez, su voz era muy dulce y cautivadora. Su voz me sigue fascinado al igual que me fascina que cante mis canciones y no tiene que pedirme permiso para hacerlo.

El guitarrista Eduardo Araica, quien la ha acompañado en los escenarios en los últimos años afirma:

Es una artista que le añade a su calidad vocal, un toque de apasionamiento, de amor; por eso sus conciertos son muy intensos, muy expresivos y el resultado es que convence con su canto.

El cantautor Luis Pastor González dijo: 

Norma Helena es dueña de una de las voces femeninas más destacadas de Latinoamérica, que ha defendido la canción nicaragüense en cualquier escenario. Su voz tiene una fuerza privilegiada y su personalidad un carisma que atrapa al público.

## Discografía
- Flor de pino (1978)
- Cuando venga la paz (1985)
- Vocación de vivir (2000)
- Lo esencial (2003)
- Gracias a la vida (2006)

### Colectivos
- 18. Festival des politischen Liedes (1988)